# تدفق مغناطيسي كمي
| القيمة العددية | القيمة العددية       | الوحدة    |
| -------------- | -------------------- | --------- |
| Φ0             | 2.067833848...×10−15 | ويبر      |
| KJ             | 483597.8484...×109   | هرتز/فولت |
| KJ-90          | 483597.9×109         | هرتز/فولت |

يعرف التدفق المغناطيسي، الذي يمثله الرمز Φ، وجزء من خط كنتور أو الحلقة على أنه المجال المغناطيسي B مضروبًا في منطقة الحلقة S، أي Φ = B ⋅ S. يمكن أن يكون كلا من B وS تعسفيين، مما يعني أن Φ يمكن أن يكون كذلك. ومع ذلك، إذا تعامل المرء مع حلقة التوصيل الفائق أو ثقب في موصل فائق الكتلة، فإن التدفق المغناطيسي الذي يربط مثل هذه الفتحة/الحلقة يتم تكميمه في الواقع. التدفق المغناطيسي الكمي Φ0 = h/(2e) ≈ 2.067833848...×10−15 Wb هو مزيج من الثوابت الفيزيائية الأساسية: ثابت بلانك h وشحنة الإلكترون e. وبالتالي، فإن قيمته هي نفسها بالنسبة لأي موصل فائق. تم اكتشاف ظاهرة تكميم التدفق تجريبيًا بواسطة BS Deaver وWM Fairbank وبشكل مستقل بواسطة R. Doll وM. Näbauer، في عام 1961. يرتبط تكميم التدفق المغناطيسي ارتباطًا وثيقًا بتأثير ليتل-باركس، ولكن تم توقع القيمة سابقًا بواسطة فريتز لندن في عام 1948 باستخدام نموذج ظاهري.
يُطلق على معكوس كم التدفق، 1/Φ0، ثابت جوزيفسن، ويُرمز إليه KJ. إنه ثابت التناسب لتأثير جوزيفسن، الذي يربط فرق الجهد عبر تقاطع جوزيفسن بتردد التشعيع. يستخدم تأثير جوزيفسن على نطاق واسع جدًا لتوفير معيار للقياسات عالية الدقة لفرق الجهد، والتي (منذ عام 1990) مرتبطة بقيمة ثابتة وتقليدية لثابت جوزيفسن، والمشار إليها بـKJ-90. مع إعادة تعريف 2019 للوحدات الأساسية للنظام الدولي للوحدات، كان لثابت جوزيفسن القيمة الدقيقة KJ = 483597.84841698... GHz⋅V−1، والتي حلت محل القيمة التقليدية KJ-90.